# Palpomyia spinipes
Palpomyia spinipes is een muggensoort uit de familie van de knutten (Ceratopogonidae). De wetenschappelijke naam van de soort is voor het eerst geldig gepubliceerd in 1806 door Meigen in Panzer.